# Herbert Pagani
Herbert Avraham Haggiag Pagani (Tripoli, 25 aprile 1944 – Palm Beach, 16 agosto 1988) è stato un cantautore, artista e conduttore radiofonico italiano.
Fu un artista di multiforme e poliedrica attività, in grado di esprimersi tanto in lingua italiana quanto in lingua francese.

## Biografia
Di famiglia ebraica tripolina, trascorse parte della sua gioventù, dopo l'esodo degli ebrei dalla Libia nel 1952, in Italia, in Germania Ovest e in Francia. 
Ricordato come una delle voci storiche dell'emittente radiofonica Radio Monte Carlo - insieme a Barbara Marchand, Gigi Salvadori, Ettore Andenna, Luisella Berrino e Roberto Arnaldi - fu anche cantante che lanciò brani di facile presa e popolarità come Cin cin con gli occhiali, Canta (che ti passa la paura), L'amicizia e Ahi... le Hawaii.
Ernesto De Pascale in un articolo per la rivista della SIAE ricorda, tra altre cose, alcuni dei maggiori successi in Italia del «cantautore africano, ma con doppia cittadinanza, francese e italiana», ha così modo di menzionare che Cin cin con gli occhiali e Ahi, le Haway sono state scritte insieme a un giovanissimo Edoardo Bennato e che ha cantato brani per il cinema, come in Vip - Mio fratello superuomo di Bruno Bozzetto e per sceneggiati televisivi, la canzone dei titoli di coda di Marco Visconti ha la sua voce. Herbert Pagani fu politicamente attivo, De Pascale ricorda ancora «(...) il suo impegno per la pacifica convivenza tra israeliani e palestinesi (che lo portò fino al Palazzo di Vetro delle Nazioni Unite dove tenne un lungo discorso nel 1987) (...)».
Degne di menzione sono anche Non ti amo più (1962) / (Alberto Testa,  Herbert Pagani, Christophe), Lombardia (1965), versione italiana de Le plat pays di Jacques Brel e La bonne franquette del 1974.
La sua migliore produzione in italiano è considerata tuttavia Albergo a ore (del 1969),  brano che ebbe problemi con la censura e che era l'adattamento dalla versione in lingua francese Les amants d'un jour (portata in Francia al successo da Édith Piaf); la versione italiana è stata proposta anche da Gino Paoli, da Ornella Vanoni, nel 1972  da Milva, nell'album La filanda e altre storie e da Marcella Bella, nel suo album d'esordio Tu non hai la più pallida idea dell'amore.
Prima in francese e poi in altre lingue, fu molto apprezzato il suo testo poetico Plaidoyer pour ma terre (qu'est ce que le sionisme) ("Arringa per la mia Terra"), in difesa delle ragioni del sionismo e dell'essere ebreo.
Tra le collaborazioni musicali è da segnalare quella pluriennale con Dalida, per la quale Pagani scrisse molti brani (soprattutto elaborazioni in lingua italiana di canzoni francesi preesistenti). Tra questi si ricordano: Mamy Blue (1970) scritta con Hubert Giraud, C'è gente che incontri per strada (dall'originale di Fabien-Bréjean-Goraguer, del 1973), Non è casa mia (del 1965).
Per Françoise Hardy scrisse nel 1967 Gli altri, testo italiano di Voilà.
Collaborò nel 1968 con Giorgio Gaber, scrivendo assieme a lui alcuni brani del 33 giri L'asse d'equilibrio e un brano dell'album, sempre di Gaber, Sai com'è.
Nel 1972 collaborò all'album ...e cogliere l'attimo fuggente del cantautore italo/belga Salvatore Adamo, nonché al testo della canzone Teorema di Marco Ferradini. Proprio per il cantante comasco, Pagani scrisse altri testi come Schiavo senza catene, Weekend, Una catastrofe bionda (che parteciperà al Festival di Sanremo 1983)
Quasi sempre i suoi brani furono caratterizzati da una precisa ispirazione psicologica e introspettiva, in perfetta continuità e coerenza con la tradizione neorealista francese della quale Pagani è stato, a detta dei critici, in Italia, uno degli interpreti e uno dei divulgatori più raffinati, colti e sensibili.
Pagani fu fondatore con Annalena Limentani della casa di produzione di programmi radiofonici Mama Records.
Ecologista e pacifista convinto, a partire dal 1970 aveva abbandonato solo in parte il mondo della canzone per fondare uno dei primi "progetti multimediali" (il "Megalopolis"), incidendo alcuni album di taglio "progressive" e dedicandosi anche all'attività politica.
Pagani apparve come attore in uno sceneggiato televisivo del 1975, Marco Visconti diretto da Anton Giulio Majano: ebbe inoltre grande popolarità in Italia grazie alla canzone Cavalli ricamati (musica del M° Beppe Moraschi), brano con cui si concludeva ciascuna puntata dello sceneggiato e che egli eseguì dal vivo al termine dell'ultimo episodio.
Morì a Palm Beach, in Florida, per una forma di leucemia. Aveva quarantaquattro anni.
Pagani è sepolto nel cimitero di Tel Aviv Kyriat Shaul.

## Discografia

### In italiano

#### Album in studio
- 1965 – Una sera con Herbert Pagani (autoproduzione; ristampato in CD nel 2024 dalla On Sale Music
- 1969 – Amicizia (Mama Records, PM-LP 1969)
- 1973 – Megalopolis (Mama, RPLP 002)
- 1975 – Ballate dal Marco Visconti (RCA Italiana, TPL1 1155)
- 1976 – Palcoscenico (RCA Italiana, TPL1 1225)

#### Singoli
- 1965 – Lombardia/Testamento all'italiana
- 1966 – La mia porta/Fermati!
- 1966 – Sai che basta l'amore/Un capretto
- 1967 – Canta che ti passa la paura/Bastava che
- 1968 – Cin cin con gli occhiali/Signor Caruso
- 1969 – Ahi, le Haway/L'amicizia
- 1969 – Cento scalini/Albergo a ore
- 1970 – Lo specchietto/Fuoco bianco
- 1970 – La mia generazione/Gli emigranti
- 1972 – Oh nostalgia/Porta via
- 1973 – Le tapis roulants/Da noi
- 1975 – Cavalli ricamati/Le donne dei signori
- 1976 – Palcoscenico/Concerto per un cane
- 1977 – L'erba selvaggia/Da niente a niente
- 1977 – Il ragionier Noè/Cosa farò non so

### Discografia in francese

#### Album in studio
- 1971 – Herbert Pagani (Pathé, 2C 072 11.757)
- 1974 – Les Années De La Rage Et Les Heures De L'Amour (Pathé, 2C 064 12.733)
- 1975 – Peintures (Pathé, 2C 066 13.059)
- 1976 – Pagani a Bobino (Pathé, 2C 066 14.294)